# Виведення радянських військ з Афганістану
Виведення радянських військ з Афганістану почалося 15 травня 1988 року, відповідно до укладених в квітні 1988 року Женевських угод про політичне врегулювання становища навколо ДРА. Радянський Союз зобов'язався вивести свій контингент у дев'ятимісячний строк, тобто до 15 лютого наступного року.
За повідомленнями, в перші три місяці Афганістан покинули 50 183 військовослужбовців. Ще 50 100 осіб повернулися в СРСР у період з 15 серпня 1988 по 15 лютого 1989 року.
Операція з виведення військ постійно піддавалася атакам з боку моджахедів. За інформацією газети «Вашингтон пост», всього в цей період було вбито 523 радянських солдатів.
15 лютого 1989 року генерал-лейтенант Борис Громов, згідно з офіційною версією, став останнім радянським військовослужбовцем, який переступив по Мосту Дружби кордон двох держав. Насправді на території Афганістану залишалися як радянські військовослужбовці, що потрапили в полон до афганських моджахедів, так і підрозділи прикордонників, що прикривали виведення військ і повернулися на територію СРСР лише в другій половині дня 15 лютого. Прикордонні війська КДБ СРСР виконували завдання з охорони радянсько-афганського кордону окремими підрозділами на території Афганістану до квітня 1989 року.
На відзначення 25-ї річниці виведення військ колишнього СРСР із Республіки Афганістан 14 лютого 2014 року встановлена відзнака Президента України — пам'ятна медаль «25 років виведення військ з Афганістану».

### Російськомовні
- 22 річниця виведення військ з Афганістану: інтерв'ю учасника бойових дій [Архівовано 22 лютого 2014 у Wayback Machine.] — ІА REX, 16.02.2011.
- І знову про Афганську війну [Архівовано 15 січня 2017 у Wayback Machine.]
- З книги «Доля офіцера: від Кабула до Сараєво. Публіцистика. Проза. Поезія» [Архівовано 21 лютого 2014 у Wayback Machine.]

### Англомовні
- Маршалл, А. Phased Withdrawal, Conflict Resolution and State Reconstruction. Conflict Research Studies Centre, 2006. ISBN 1-905058-74-8